# Phacellophora camtschatica
Espèce
Phacellophora camtschatica est une espèce de méduses de la famille des Phacellophoridae.

## Répartition
Phacellophora camtschatica se rencontre dans l'Arctique, le Pacifique, l'Atlantique et dans l'Ouest de l'océan Indien. Cette espèce est présente entre 50 et 330 m de profondeur.

## Description
Elle peut mesurer jusqu'à 60 cm de diamètre et ses tentacules peuvent atteindre une longueur de 6 m.

## Écologie

### Alimentation
Phacellophora camtschatica se nourrit principalement de zooplancton gélatineux et de méduses plus petites, qui sont prises au piège dans les tentacules. Les tentacules contiennent des nématocystes, qui aident à capturer les proies. Ces structures assurent également une défense contre la prédation. Les aliments retenus dans les tentacules sont alors recouverts de mucus, puis ces tentacules sont amenés à la bouche par les lobes buccaux. Les aliments sont ensuite digérés par les enzymes digestives de la cavité gastrovasculaire. La nourriture décomposée est ensuite distribuée dans toute la méduse par action ciliaire.

## Taxonomie
Le nom valide complet (avec auteur) de ce taxon est Phacellophora camtschatica Brandt, 1835.
Phacellophora camtschatica a pour synonymes :
- Callinema ornata Verrill, 1869
- Cyanea ambiguum Brandt, 1838
- Phacellophora sicula Haeckel, 1880

### Publication originale
- (la) Johanne Friderico Brandt, « Prodromus descriptionis animalium ab H. Mertensio observatorum : fascic. I. Polypos, Acalephas Discophoras et Siphonophoras, nec non Echinodermata continens », Recueil des Actes de la Séance Publique de l'Académie Impériale des Sciences de St.Petersbourg, vol. 1834,‎ mai 1835, p. 201-275 (lire en ligne, consulté le 12 avril 2024).